# Alfred Fankhauser (Schriftsteller)
Alfred Fankhauser (* 4. November 1890 in Gysenstein bei Konolfingen; † 22. Februar 1973 in Köniz) war ein Schweizer Schriftsteller, Mundartdichter, Journalist und Astrologe.

## Leben
Alfred Fankhauser wurde als ältestes von sechs Kindern in eine arme Emmentaler Familie geboren. Sein Vater Friederich Fankhauser (1867–1943) arbeitete als sogenannter «Küher», dann meistens als Lohnkäser. Wegen seiner befristeten Anstellungen musste die Familie sehr oft umziehen.
1906 trat er ins (damals pietistische) Evangelische Lehrerseminar Muristalden (heute Campus Muristalden) in Bern ein. Von 1910 an arbeitete er als Primarlehrer. Ab 1915 studierte er an der Universität Bern, zunächst für das Sekundarlehrer-Diplom (1917), dann mit den Fächern Geschichte und Psychologie bis zum Dr. phil. (1920). Seine Dissertation schrieb er über den Berner Journalisten Johann Georg Albrecht Höpfner.
In Bern wurde er mit der sozialistischen Bewegung konfrontiert, las deren Literatur und knüpfte auch persönliche Kontakte zu den Sozialisten. Er begann als Journalist zu arbeiten, unter anderem für die linke Berner Tagwacht. 1938 trat er der Sozialdemokratischen Partei bei. Gleichzeitig, von Simon Gfeller angeregt, beschäftigte er sich intensiv mit der Berner Mundartliteratur und besonders mit dem Mundarttheater. Ab 1939 besorgte er für die Büchergilde Gutenberg Übersetzungen zumeist englischer Romane, oft gemeinsam mit seiner Frau Lina, darunter Oliver Twist von Charles Dickens.
1924, bei einem Aufenthalt in Ascona und Locarno, lernte er den Maler Johann Robert Schürch (1895–1941) kennen, der ihm den Anstoß gab, sich intensiv (und lebenslang) mit der Astrologie zu beschäftigen. Sein Verständnis von Astrologie als einer kosmisch-symbolischen Psychologie gab er in vier damals vielbeachteten und mehrfach neu aufgelegten Lehrbüchern weiter.
1917 heiratete er seine Studienkollegin (und spätere Lehrerin) Margarita Marbach (1889–1969); ihre Ehe blieb kinderlos und wurde Ende 1922 geschieden. In Bellinzona ehelichte er 1925 Luigia Boller (1895–1975); ihnen wurden 1926 eine Tochter und 1929 ein Sohn geboren; die Scheidung erfolgte 1929. 1930 heiratete er Lina Imer (1900–1953); mit ihr hatte er ab 1927 einen Sohn und ab 1930 eine Tochter; diese Scheidung war 1941. 1943 vermählte er sich mit Dora Bähler (1913–?) nach der 1941 erfolgten Geburt einer gemeinsamen Tochter; er liess sich 1947 vor ihr scheiden. Er heiratete 1970 Helene Rolli (* 1937).
Nach 1949 wandte er sich immer stärker der Malerei zu. Bis zu seinem Tod – das Berner Heimatschutz-Theater war mitten in den Proben zur Wiederaufführung seines ersten Mundartstücks – entstanden so rund 200 Gemälde.

## Schaffen
Der erste Anstoss zum Schreiben erhielt Fankhauser von seinem Grossvater, der den Standpunkt vertrat, dass nur die Bibel ein wahres Buch sei. Fankhauser wollte ein Buch schreiben, das nicht im Sinne des grossväterlichen Fluches ein «Lügenbuch» sei, sondern eines mit Substanz, dass man sehr wohl neben der Bibel lesen könne, und das den armen Menschen den Kopf klären könne. Während seiner Lehrerseminarzeit weckte sein Deutschlehrer Johann Howald in Fankhauser den Glauben an die Mission der Grossen Dichtung, und seit jenen Tagen träumte er davon, an dieser Mission teilzuhaben und erste Gedichte in Zeitschriften zu veröffentlichen.
1914 erschien seine erste längere Erzählung Rosenbaum (Aus Peter Buchers Tagebuch) in der Berner Woche. 1916 nahm der Benziger Verlag seine Erzählung Das Urlaubsgesuch in seine Reihe «Brachzeit-Bücher» auf.
Anfang März 1917 wurde sein erstes Dialektstück Dr Chrützwäg im Berner Heimatschutz-Theater uraufgeführt, wo es jedoch nicht hineinpasste: kein «hemdsärmliger», unterhaltsamer Bauernschwank «zur Stärkung von Herz und Gemüt» erwartete den Besucher, sondern eine erschütternde Tragödie im ländlichen Milieu voller Sozialkritik und Drastik à la Strindberg. Nach der umstrittenen Premiere wurde das Stück zwar in einer «entschärften» Umarbeitung am 9. Februar 1918 ein zweites Mal gespielt, dann aber für 30 Jahre tabuisiert und «vergessen». Die Wiederaufführung von 1973 basiert auf einer nochmals gemilderten Fassung von 1953. Der Anregung des Heimatschutz-Theater-Gründers und -Leiters Otto von Greyerz – dem konservativen «Berner Literaturpapst» –, ein volkstümliches Lustspiel zu schreiben, entsprach aber der vom Zeitgeschehen im Innersten erschütterten Fankhauser nicht. Warum er trotzdem weitere Mundartstücke schrieb, legte er dem Verteidiger in Der neue Michael Kohlhaas in den Mund: Bärndütsch rede, das wott säge, der Sach der rächt Name gäh! («Berndeutsch reden bedeutet, die Sache richtig zu benennen»; S. 19).
1919 erschien seine zum Entwicklungsroman umgearbeitete Lehrergeschichte Rosenbaum unter dem Titel Peter der Tor und seine Liebe in einem deutschen Verlag.
Derselbe Verlag publizierte zwei Jahre später auch seinen nächsten Roman: Der Gotteskranke erzählt die Geschichte eines Schweizer Offiziers, der, nach einer Lebenskrise von einer göttlichen (oder dämonischen) Kraft ergriffen, seine Vision einer «Welt, wie sie sein sollte» verkünden will. Mit seinem phantastisch-expressionistischen Stil und Inhalt provozierte das Werk einen Verriss seitens seines einstigen väterlichen Förderers von Greyerz, der nicht nur das Buch («mehr Krankheitsanalyse als Dichtung»), sondern auch den Autor persönlich vehement angriff.
Fankhauser antwortete darauf nicht mit einer Zeitungsreplik, sondern beging mit der Vers-Satire Tobias Moor einen literarischen Vatermord: Moor, der Dichter, tötet von Hering, den Rezensenten. Der Dichter wird in den Himmel gewiesen («In der Hölle wirst du nicht gedeihen»); der Kritiker dagegen landet in der Hölle, mit den Worten: «Daß er sich zu richten vorgenommen, ahnungslos, worauf es angekommen» wird er nun selber gerichtet und zum ewigen Wiederkäuen verurteilt…
Mit seinem Essay-Band Von den Werten des Lebens wollte er dann klarmachen, was ihm Literatur war: weder konservative Volkspädagogik noch elitärer Ästhetizismus, nicht eine Darstellung des «Lebens, wie es ist», sondern eine radikale Bewusstmachung der tiefen Zerrissenheit und Tragik der menschlichen Seele und zugleich immer wieder der Versuch, literarische Heilmittel – nicht Genuss- oder Betäubungsmittel – herzustellen. Er wies auf diejenigen Autoren hin, welche er in dieser Hinsicht als Vorbilder betrachtete: Dostojewski, Hamsun, Rilke, Hesse.
In seinem nächsten Roman, Vorfrühling, erinnert er sich an seine eigene Kindheit, deren ärmliche Umstände er durch Flucht in die eigene Phantasiewelt wettmachen musste, um «ein Mehr zu schaffen über das ewig enttäuschende Dasein hinaus». 
Seine beiden nächsten Werke gab er wiederum im Selbstverlag heraus: den Gedichtband Tag und Nacht mit gänzlich «klassisch»-konventionell gebauten Versen und das Drama Der König der Welt um den Berner Ritter Adrian von Bubenberg, wo er die Zeit der Schweizer Helden in düstersten Farben malt, von Pest und Verbrechen aller Art beherrscht – und vom Tod als dem Herrn auf Erden, dem «König dieser Welt».
Sein Nachlass befindet sich im Schweizerischen Literaturarchiv in Bern.

## Auszeichnungen
- 1953: Gesamtwerkspreis der Schweizerischen Schillerstiftung

## Werke

### Prosa
- Das Urlaubsgesuch. Erzählung vom Schweizer Grenzwachtdienst. Benziger, Einsiedeln 1916.
- Peter der Tor und seine Liebe. Delphin, München 1919.
- Der Gotteskranke. Roman. Delphin, München 1921.
  - Neuausgabe unter dem Titel Dämon des Herzens. Amonesta, Wien o. J. (um 1930)
- Tobias Moor. Satire. Mimosa (= Eigenverlag), Bern 1922
- Madonna. Drei Legenden. Seldwyla, Bern o. J. (1922)
- Von den Werten des Lebens. Essays. Mimosa, Bern o. J. (1922)
- Vorfrühling. Roman. Grethlein, Zürich 1923; Büchergilde Gutenberg, Zürich 1951; Colomba, Bern 2006, ISBN 3-033-00870-4.
- Die Brüder der Flamme. Grethlein, Zürich 1925; Neuausgabe mit 12 Holzschnitten von Werner Neuhaus: Ex Libris, Zürich 1983; Suhrkamp, Frankfurt am Main 1990, ISBN 3-518-40269-2.
- Iwan Petrowitsch. Erzählungen aus den Tagen russischer Not. Vaterländische Verlags- und Kunstanstalt, Berlin 1926.
- Die Hand der Mutter. Novelle. Gute Schriften, Basel 1926.
- Engel und Dämonen. Eckart, Berlin 1926.
- Der Herr der inneren Ringe. Eckart, Berlin 1929.
- Eine Mutter sucht ihren Sohn. Erzählung. Illustriert von Fred Stauffer. Schweizerisches Jugendschriftenwerk, Zürich 1932 (= SJW-Heft Nr. 4).
- Der Messias. Roman. Büchergilde Gutenberg, Zürich 1940.
- Von Frühling zu Frühling. Schweizer Druck- und Verlagshaus, Zürich 1944.
- Wahlenwart. Büchergilde Gutenberg, Zürich 1944.
- Denn sie werden das Erdreich besitzen. Büchergilde Gutenberg, Zürich 1947.
- Die Allmend. Büchergilde Gutenberg, Zürich 1952.
- Ich Colomba. Roman. Hg. v. Katharina Fankhauser, Bern 2003.

### Lyrik
- Tag und Nacht. Gedichte. Mimosa, Bern o. J. (1924)
- Lied und Gleichnis. Gedichte. Francke, Bern 1948

### Theater
- Der Chrützwäg. 1917 (Neubearbeitung: Volksverlag, Elgg 1953)
- Der König dieser Welt. Mimosa, Bern o. J. (1925)
- Völkerfreiheit. Festspiel. 1930.
- Der neue Michael Kohlhaas. In: Front der Arbeit spricht. Sekretariat der Sozialdemokratischen Partei, Bern 1935, S. 5–22.
- Grauholz und Neuenegg. Dramatische Szene. 1940.
- E Schatte fallt, es Liecht geit uf. 1946.
- Vo wyt här. 1949.
- Gsuecht wird: e Maa. Ein heiteres Spiel mit ernstem Grund. 1952.
- Wär isch der Sünder? 1954.
- Gottesgab. 1954.
- Salomo vo Blindebach. 1956.

### Astrologie
- Astrologie als kosmische Psychologie. Pestalozzi-Fellenberg-Haus, Bern 1927.
- Das wahre Gesicht der Astrologie. Orell Füssli, Zürich 1932; 2. Aufl. ebenda 1943; 4. Aufl. 1980.
- Magie. Versuch einer astrologischen Lebensdeutung. Orell Füssli, Zürich 1934; Neudruck: Diederichs, München 1990.
- Horoskopie. Orell Füssli, Zürich 1939; 2. Aufl. ebenda 1946; 4. Aufl. 1985.

## Übersetzungen
- L. H. Myers: Das Haus im Sumpfwald. Büchergilde Gutenberg, Zürich 1938?
- J. L. Hodson: Jonathan North. Büchergilde Gutenberg, Zürich 1941.
- Alice Tisdale Hobart: In der Heimat. Buchausstattung: Emil Zbinden. Büchergilde Gutenberg, Zürich 1942.
- Ciro Alegría: Taita Rumi. Roman aus dem modernen Peru. Büchergilde Gutenberg, Zürich 1945.
- Alexander Saxton: An der grossen Kreuzung. Büchergilde Gutenberg, Zürich 1945.
- Charles Dickens: Oliver Twist. Büchergilde Gutenberg, Zürich 1949.
- James Hall, Charles Nordhoff: Strafkolonie Sydney. Roman aus den Anfängen Australiens. Büchergilde Gutenberg, Zürich 1944.